# Lingua francone orientale
Il francone orientale (in francone orientale: Ostfrängisch, in tedesco: Ostfränkisch), precedentemente definito anche francone del Meno (in francone orientale: Meefrängisch, in tedesco: Mainfränkisch) e noto a livello locale semplicemente come francone (in francone orientale: Frängisch, in tedesco: Fränkisch), è una lingua all'interno del gruppo delle lingue franconi superiori, nella più ampia famiglia delle lingue alto-tedesche.
È parlata nella regione storica della Franconia, nella parte nordoccidentale della Baviera (con alcuni sconfinamenti nei vicini Baden-Württemberg, Assia, Turingia e Sassonia).

## Dialetti
- dialetto del Taubergrund (Dauwägrindisch): prende il nome dal fiume Tauber, parlato in Baviera (circondario del Meno-Spessart, circondario di Würzburg) e Baden-Württemberg (circondario del Meno-Tauber);
- dialetto della Bassa Franconia (Unnäfrängisch): parlato in Baviera (circondario di Würzburg, Schweinfurt, circondario degli Haßberge) e Baden-Württemberg (parte nord-orientale del circondario del Meno-Tauber)
- dialetto di Grabfeld (Grôbfeldisch): prende il nome dalla città di Grabfeld, parlato in Baviera (circondario del Rhön-Grabfeld) e Turingia (circondario di Smalcalda-Meiningen, circondario di Hildburghausen)
- dialetto di Henneberg (Hennebärchisch): prende il nome dalla città di Henneberg, parlato in Turingia (circondario di Smalcalda-Meiningen, Suhl, circondario di Hildburghausen) e Baviera (circondario del Rhön-Grabfeld)
- dialetto di Itzgrund (Idsgrindisch): prende il nome dalla città di Itzgrund, parlato in Baviera (Coburgo, circondario di Coburgo, circondario di Lichtenfels) e Turingia (circondario di Sonneberg, circondario di Hildburghausen)
- dialetto di Bamberga (Bambärchisch): prende il nome dalla città di Bamberga, parlato in Baviera (Bamberga, circondario di Forchheim, Erlangen)